# Yalıkavak
Yalıkavak is een plaats in de Turkse provincie Muğla.
In 2000 telde Yalıkavak 8701 inwoners. Yalıkavak ligt op 18 km van Bodrum en heeft en jachthaven; het toerisme is een belangrijke bron van inkomsten.